# Zwitserse parlementsverkiezingen 2015
De Zwitserse federale verkiezingen van 2015 werden op 18 oktober gehouden voor de twee kamers tellende Bondsvergadering.
De twee kamers van de Bondsvergadering (Bundesversammlung/ Assemblée fédérale/ Assemblea Federale/ Assemblea Federala):
- Nationale Raad (Nationalerat/ Conseil National/ Consiglio Nazionale/ Cussegl Naziunal), bestaat uit 200 leden die via het algemeen kiesrecht worden gekozen op basis van het stelsel van evenredige vertegenwoordiging voor de duur van vier jaar. De Nationale Raad is het lagerhuis van de Bondsvergadering.
- Kantonsraad (Ständerat/ Conseil des États/ Consiglio degli Stati/ Cussegl dals Stadis), bestaat 46 leden die via algemeen, enkelvoudig kiesrecht worden gekozen voor de duur van vier jaar. In elk van 20 kantons worden twee kandidaten gekozen die worden afgevaardigd naar de Kantonsraad. In elk van de 6 halfkantons[1] wordt er één kandidaat gekozen die wordt afgevaardigd naar de Kantonsraad. De Kantonsraad is het hogerhuis van de Bondsvergadering.

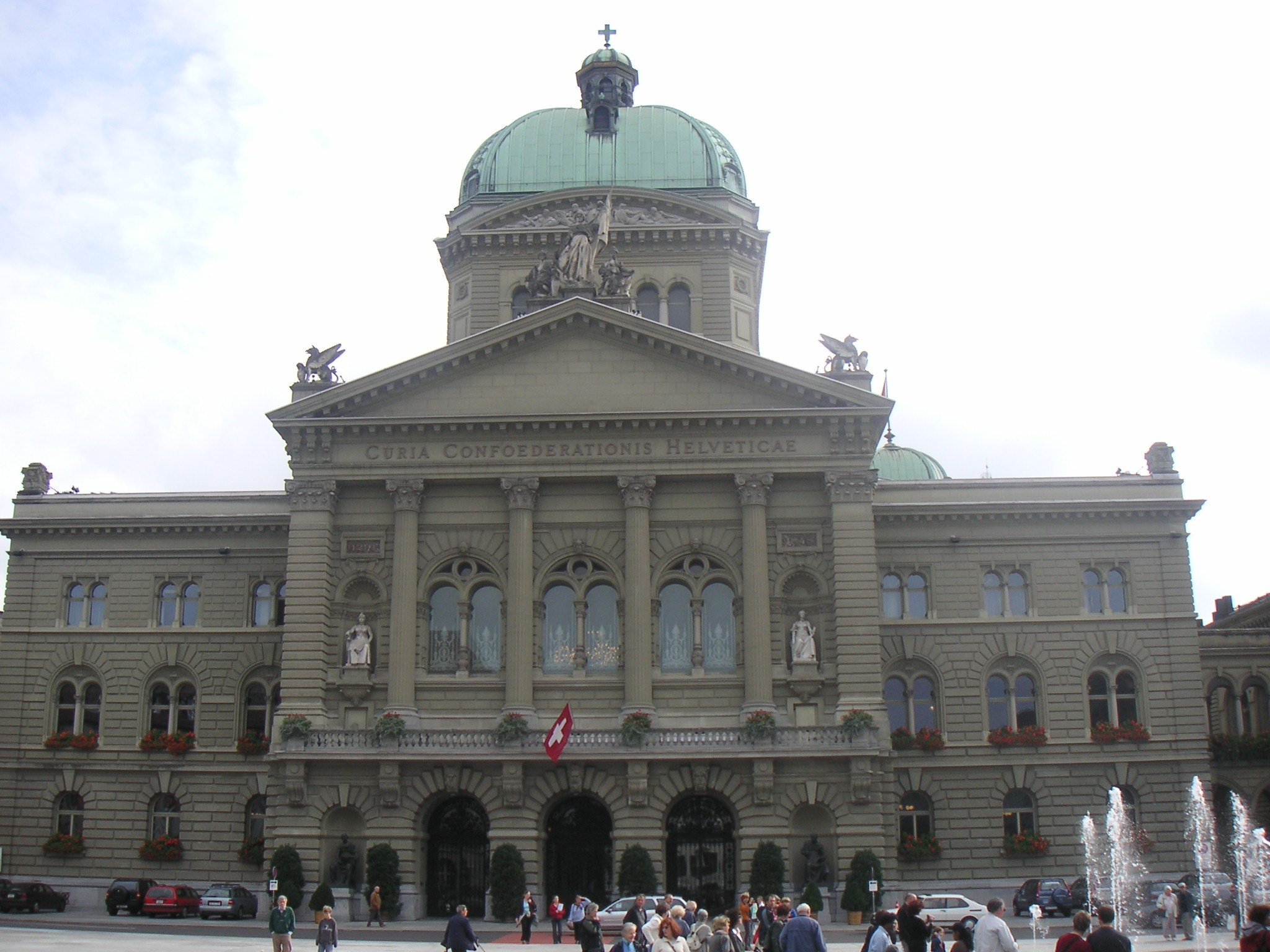
Vooraanzicht van het Bondshuis, zetel van de Bondsvergadering
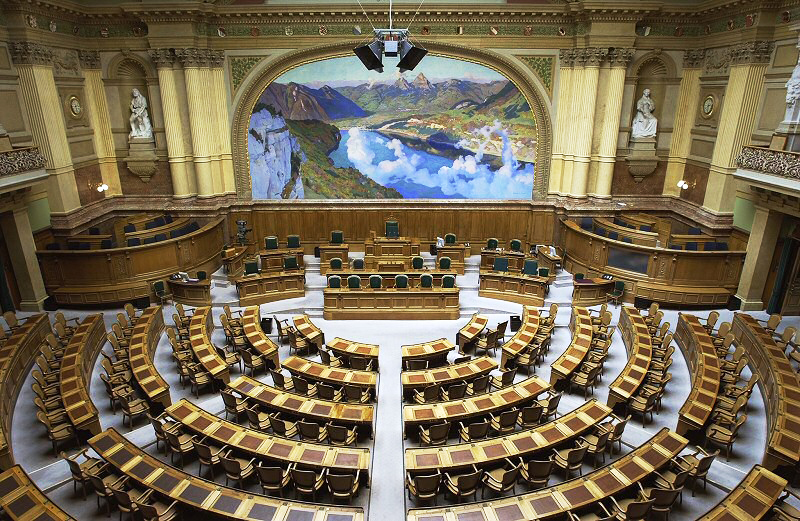
Interieur Nationale Raad
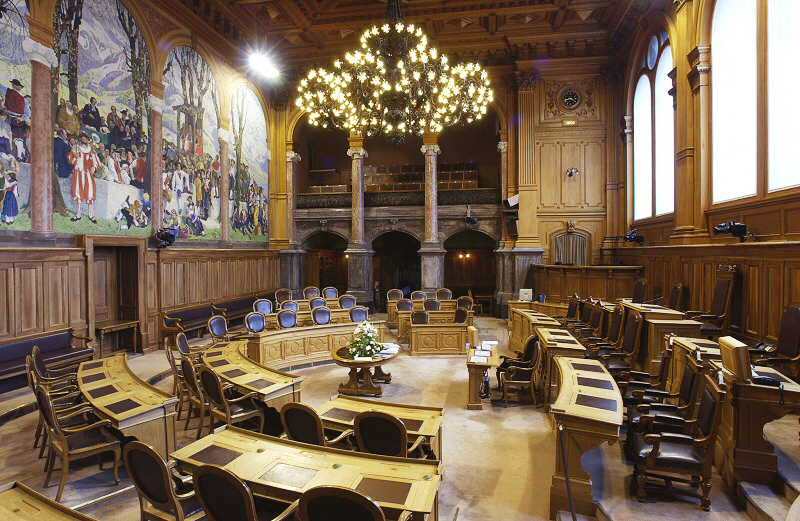
Interieur Kantonsraad

## Partijen
Aan de Zwitserse verkiezingen deden tal van partijen mee met verschillende ideologieën. Hieronder een overzicht van de belangrijkste partijen en ideologie. (De partijen vertegenwoordigt in de regering, de Bondsraad zijn vetgedrukt.)
| Partij                                             | ideologie                                     |
| -------------------------------------------------- | --------------------------------------------- |
| Burgerlijk-Democratische Partij (BDP)              | conservatief-liberalisme                      |
| Christelijk Sociale Partij van Zwitserland (CSP)   | Christen-socialisme                           |
| Christendemocratische Volkspartij (CVP)            | Christendemocratisch                          |
| Evangelische Volkspartij                           | Christendemocratie                            |
| Federaal-Democratische Unie (EDU)                  | conservatisme/Christendemocratie              |
| Groene Partij van Zwitserland (GPS)                | ecologisme                                    |
| Groen-Liberale Partij (GLP)                        | ecologisme/liberalisme                        |
| Liga van Ticino (Lega)                             | conservatisme/populisme/Ticinees nationalisme |
| Sociaaldemocratische Partij van Zwitserland (SP)   | sociaaldemocratie                             |
| Vrijheidspartij van Zwitserland (FPS)              | conservatisme/populisme                       |
| Vrijzinnig Democratische Partij.De Liberalen (FDP) | liberalisme                                   |
| Geneefse Burgerbeweging (MCG)                      | conservatisme/populisme                       |
| Alternative Linke (AL)                             | links-socialisme                              |
| Zwitserse Volkspartij (SVP)                        | conservatisme/nationalisme                    |

## Gereserveerde zetels in deNationale Raadperkanton
| Kanton                 | aantal zetels |
| ---------------------- | ------------- |
| Aargau                 | 15            |
| Appenzell Ausserrhoden | 1             |
| Appenzell Innerrhoden  | 1             |
| Basel-Landschaft       | 7             |
| Bazel-Stad             | 5             |
| Bern                   | 26            |
| Fribourg               | 7             |
| Genève                 | 11            |
| Glarus                 | 1             |
| Graubünden             | 5             |
| Jura                   | 2             |
| Luzern                 | 10            |
| Neuchâtel              | 5             |
| Nidwalden              | 1             |
| Obwalden               | 1             |
| Sankt Gallen           | 12            |
| Schaffhausen           | 2             |
| Schwyz                 | 4             |
| Solothurn              | 7             |
| Ticino                 | 8             |
| Thurgau                | 6             |
| Uri                    | 1             |
| Wallis                 | 7             |
| Zug                    | 3             |
| Zürich                 | 34            |

## Standpunten van de partijen
| Standpunt                                   | SVP  | SP   | FDP  | CVP  | GPS  | glp  | BDP       | EDU       | Lega | MCG  |
| ------------------------------------------- | ---- | ---- | ---- | ---- | ---- | ---- | --------- | --------- | ---- | ---- |
| Noodzaak bilaterale akkoorden met de EU     | neen | ja   | ja   | ja   | ja   | ja   | ja        | ja        | neen | neen |
| Strikter immigratiebeleid                   | ja   | neen | ja   | ja   | neen | neen | misschien | misschien | ja   | ja   |
| Meer geld naar duurzame energie             | neen | ja   | ja   | ja   | ja   | ja   | ja        | misschien | neen | ja   |
| Verhoging pensioengerechtigde leeftijd      | ja   | neen | ja   | neen | neen | ja   | ja        | ja        | neen | ja   |
| Strenger asielbeleid                        | ja   | neen | neen | neen | neen | neen | neen      | neen      | ja   | ja   |
| Homohuwelijk                                | neen | ja   | neen | neen | ja   | ja   | ja        | neen      | neen | neen |
| Meer geld voor ontwikkelingssamenwerking    | neen | ja   | ja   | neen | ja   | ja   | neen      | ja        | neen | neen |
| Strikter maken toekenning sociale zekerheid | ja   | neen | ja   | neen | neen | ja   | neen      | neen      | ja   | ja   |
| Standpunt                                   | SVP  | SP   | FDP  | CVP  | GPS  | glp  | BDP       | EDU       | Lega | MCG  |
| Bron: swissinfo.ch                          |      |      |      |      |      |      |           |           |      |      |

## Uitslagen
De verkiezingen waren een grote overwinning voor de rechts-populistische Zwitserse Volkspartij (SVP/UDC). De partij ging van 54 naar 65 zetels (29,4%). Daarmee werd de partij met afstand de grootste partij. Beperkte winst was er ook voor de liberale Vrijzinnig Democratische Partij (+2).
De Sociaaldemocratische Partij van Zwitserland (SP), de Burgerlijk-Democratische Partij (BDP) en de Christendemocratische Volkspartij (CVP) gingen licht achteruit. Zwaardere verliezen waren er voor de Groene Partij van Zwitserland (-4) en de in 2011 nog zo succesvolle Groen-Liberale Partij (-5).

### Nationale Raad
| Partij | Partij                                       | Duitse/Franse/Italiaanse/Retoromaanse naam | %            | Zetels  |
| ------ | -------------------------------------------- | --- | ------------ | ------- |
|        | Zwitserse Volkspartij                        | Sweizerische Volkspartei Union Démocratique du Centre Unione Democratica di Centro Partida Populara Svizra                                                                                | 29,4% (2,8%) | 65 (10) |
|        | Sociaaldemocratische Partij van Zwitserland  | Sozialdemokratische Partei der Schweiz Parti Socialiste Suisse Partito Socialista Svizzero Partida Socialdemocrata da la Svizra                                                           | 18,8% (0,1%) | 43 (3)  |
|        | Vrijzinnig Democratische Partij.De Liberalen | Freisinnig Demokratische Partei der Schweiz.Die Liberalen Parti libéral-radical.Les Libéraux-Radicaux Partito Liberale Radicale.I Liberali Radicali Partida Liberaldemocrata.Ils Liberals | 16,4% (1,3%) | 33 (3)  |
|        | Christendemocratische Volkspartij            | Christlichdemokratische Volkspartei der Schweiz Parti Démocrate-Chrétien Suisse Partito Popolare Democratico Svizzero Partida Cristiandemocratica Svizra                                  | 11,6% (0,7%) | 27 (1)  |
|        | Groene Partij van Zwitserland                | Grüne Partei der Schweiz Les Verts I Verdi — | 7,1% (1,3%)  | 11 (4)  |
|        | Groen-Liberale Partij                        | Grünliberale Partei der Schweiz Verts Libéraux Verdi Liberali — | 4,6% (0,8%)  | 7 (5)   |
|        | Burgerlijk-Democratische Partij              | Bürgerlich-Demokratische Partei Schweiz Parti bourgeois démocratique suisse Partito Borghese Democratico Svizzero Partida burgais democratica Svizra                                      | 4,1% (1,3%)  | 7 (2)   |
|        | Evangelische Volkspartij van Zwitserland     | Evangelische Volkspartei der Schweiz Parti Évangélique Suisse Partito Evangelico Svizzero Partida Evangelica da la Svizra                                                                 | 1,9% (0,1%)  | 2 (0)   |
|        | Liga van Ticino                              | — Lega dei Ticinesi — | 1,0% (0,2%)  | 2 (0)   |
|        | Geneefse Burgerbeweging                      | E- Mouvement citoyens genevois - — | 0,3% (0,1%)  | 1 (1)   |
|        | Federaal-Democratische Unie                  | Eidgenössisch-Demokratische Union Union Démocratique Fédérale Unione Democratica Federale —                                                                                               | 1,2% (0,1%)  | 0 (0)   |
|        | Zwitserse Partij van de Arbeid               | Partei der Arbeid der Schweiz Parti Suisse du Travail - Parti Ouvrier et Populaire Partito Svizzero del Lavoro Partida Svizra da la Lavur                                                 | 0,4% (0,1%)  | 1 (0)   |
|        | Christelijk Sociale Partij van Zwitserland   | Christlichsoziale Partei der Schweiz Parti Chrétien-Social Suisse — | 0,2% (0,1%)  | 0 (0)   |
|        | Alternatief Links                            | Alternative Linke La Gauche La Sinistra — | 1,2% (0,3%)  | 0 (0)   |
|        | Overigen                                     | | 2,4% 0,8%)   | 1 (1)   |
| Totaal | Totaal                                       | |              | 200     |

### Kantonsraad
De centrum gerichte partijen CVP en de FDP bleven grootste partijen in de Kantonsraad.
| Partij | Partij                                      | Duitse/Franse/Italiaanse/Retoromaanse naam | Zetelverdeling | Zetelverdeling |
|        |                                             | | 2011           | 2015           |
| ------ | ------------------------------------------- | --- | -------------- | -------------- |
|        | Christendemocratische Volkspartij           | Christlichdemokratische Volkspartei der Schweiz Parti Démocrate-Chrétien Suisse Partito Popolare Democratico Svizzero Partida Cristiandemocratica Svizra                                  | 13             | 13             |
|        | Vrijzinnig Democratische Partij             | Freisinnig Demokratische Partei der Schweiz.Die Liberalen Parti libéral-radical.Les Libéraux-Radicaux Partito Liberale Radicale.I Liberali Radicali Partida Liberaldemocrata.Ils Liberals | 11             | 13             |
|        | Sociaaldemocratische Partij van Zwitserland | Sozialdemokratische Partei der Schweiz Parti Socialiste Suisse Partito Socialista Svizzero Partida Socialdemocrata da la Svizra                                                           | 11             | 12             |
|        | Zwitserse Volkspartij                       | Sweizerische Volkspartei Union Démocratique du Centre Unione Democratica di Centro Partida Populara Svizra                                                                                | 5              | 5              |
|        | Groene Partij van Zwitserland               | Grüne Partei der Schweiz Les Verts I Verdi - | 2              | 1              |
|        | Groen-Liberale Partij                       | Grünliberale Partei Verts Libéraux Verdi Liberali - | 2              | 0              |
|        | Burgerlijk-Democratische Partij             | Bürgerlich-Demokratische Partei Schweiz Parti bourgeois démocratique suisse Partito Borghese Democratico Svizzero Partida burgais democratica Svizra                                      | 1              | 1              |
|        | Onafhankelijk                               | | 1              | 1              |
| Totaal | Totaal                                      | | 46             | 46             |

## Verkiezing van deBondsraad
Het nieuwgekozen parlement koos op 9 december 2015 voor de duur van vier jaar een nieuwe regering, de Bondsraad (Bundesrat/ Conseil Fédéral/ Consiglio Federale/ Cussegl Federal). De Bondsraad bestaat uit zeven Bondsraadsleden (ministers).